# Hartmerkers
Hartmerkers zijn stoffen (enzymen, eiwitten en hormonen) die door het hart worden gemaakt. Enkele voorbeelden zijn troponine, myoglobine, creatine kinase (CK), creatine kinase MB (CK-MB), BNP en NT-pro-BNP. 
Bij een hartinfarct of hartfalen raakt het hart beschadigd en kunnen deze stoffen in het bloed terechtkomen. In een klinisch chemisch laboratorium kunnen de concentraties in het bloed bepaald worden. De hoeveelheid van de hartmerkers in het bloed geeft inzicht in de mate van schade aan het hart.